# Hermann Schwerin (Filmproduzent)
Hermann Schwerin (* 19. September 1902 in Charlottenburg; † 2. Oktober 1970 nahe Bad Tölz) war ein deutscher Jurist, Filmfirmenmanager und Filmproduzent.

## Leben und Wirken
Über Schwerins frühen Werdegang ist nur sehr wenig bekannt. Georg Hermann Schwerin wurde als Sohn eines Königlichen Regierungsbaumeisters a. D. geboren. Er hatte bis zur Promotion Jura studiert und wechselte später in die Filmwirtschaft. Von 1935 bis 1937 war er Geschäftsführer bei der Luis Trenker-Film GmbH und Vorstandsmitglied bei der Rota-Film AG, die im Juni 1936 in die Tobis Rota Film AG umgewandelt wurde. Als UFA-Manager betreute er Filmproduktionen, nach der Übersiedelung des in Auflösung begriffenen, ehemaligen Staatskonzerns in das Schloss Varenholz 1945 stand er zeitweise dieser Firma sogar vor. Von Vlotho aus finanzierte Schwerin 1946/47 als seinen ersten Nachkriegsfilm den von Helmuth Schönnenbeck produzierten Streifen Zugvögel.
Schwerins UFA-Engagement endete kurz nach Gründung der Bundesrepublik Deutschland. Er selbst gründete zu Beginn der 1950er Jahre eine eigene Produktionsfirma, die Fono-Film GmbH, die zunächst ihren Sitz in München und Hamburg hatte, schließlich aber, einhergehend mit Schwerins Übersiedelung nach Berlin-Grunewald, in den Westen der ehemaligen Hauptstadt verlegt wurde. Außerdem stand er als Geschäftsführer der kurzlebigen Ferro-Film GmbH vor, für die er lediglich seinen ersten Film, Gefangene Seele (1951), produzierte. Schwerin-Produktionen der 50er Jahre waren meist wenig anspruchsvoll, bisweilen aber, wie etwa die Arzt-Biografie Sauerbruch – Das war mein Leben, kommerziell sehr erfolgreich. Gegen Ende des Jahrzehnts begann sich Schwerin auch für ambitionierte Stoffe zu interessieren: der von Bernhard Wicki inszenierte Antikriegsfilm Die Brücke wurde ein internationaler Kritikererfolg.
Bei der Berlinale 1964 saß er in der Jury, Ende des darauf folgenden Jahres beendete Schwerin mit seiner Beteiligung an einer schweizerisch-deutschen Coproduktion seine aktive Filmkarriere.
Hermann Schwerin war seit 1934 mit der Schauspielerin Grethe Weiser liiert, die er 1958 heiratete. Er kam Anfang Oktober 1970 bei einem schweren Verkehrsunfall in Oberbayern ums Leben. Während er direkt am Unfallort starb, überlebte ihn seine Ehefrau um wenige Stunden.

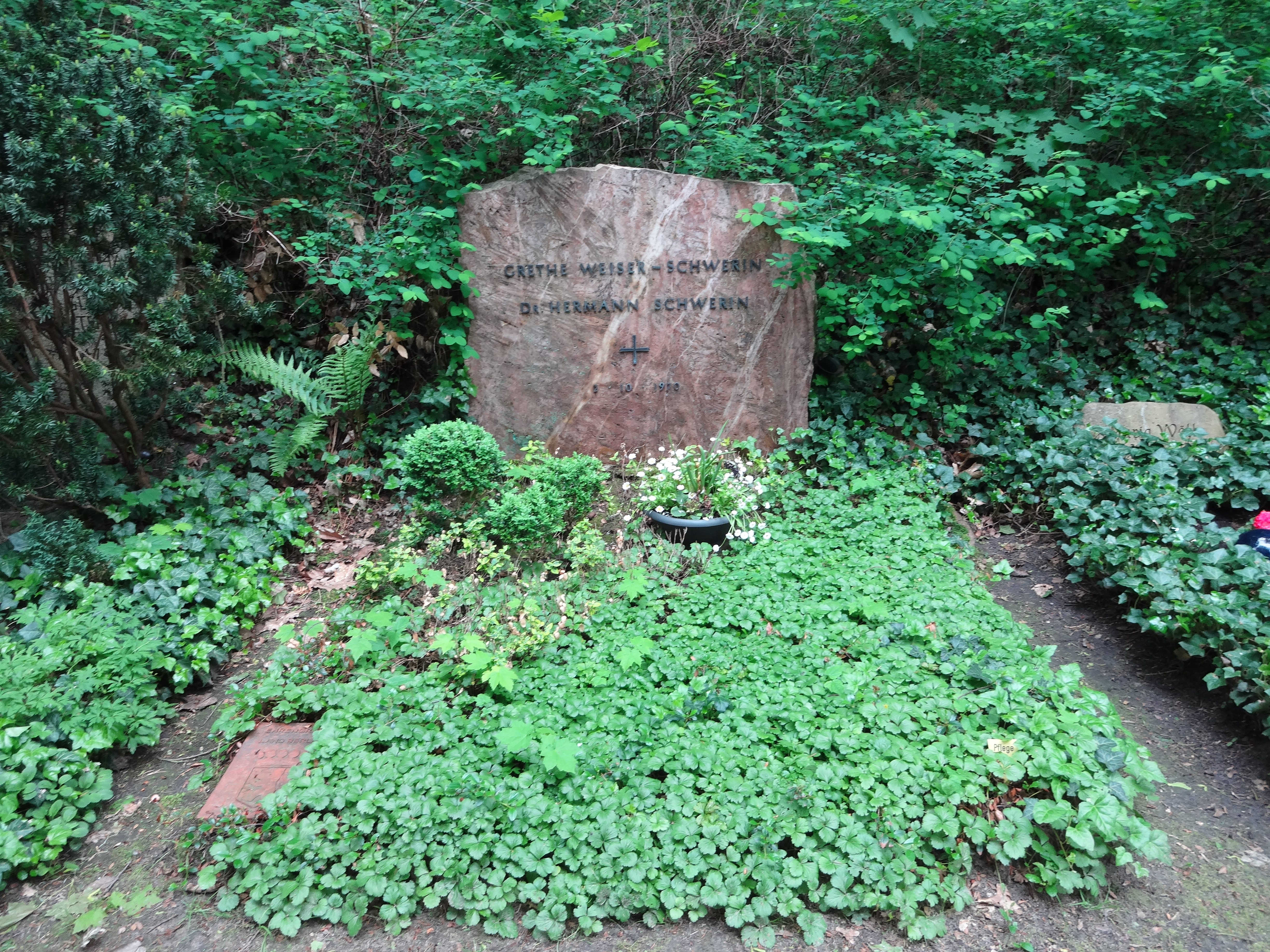
Grabstätte

Er ist auf dem Friedhof Heerstraße bestattet.

## Filmografie
- 1951: Gefangene Seele
- 1952: Alle kann ich nicht heiraten
- 1952: Toxi
- 1953: Damenwahl
- 1954: Sauerbruch – Das war mein Leben
- 1954: Bei Dir war es immer so schön
- 1954: Keine Angst vor Schwiegermüttern
- 1955: Vatertag
- 1955: Meine Kinder und ich
- 1955: Teufel in Seide
- 1957: Casino de Paris
- 1959: Die Brücke
- 1961: Der Transport
- 1962: Das Feuerschiff
- 1963: Ein fast anständiges Mädchen
- 1964: Das Lamm
- 1966: Angeklagt nach § 218 (Der Arzt stellt fest…)